# Abdul Rahman (ministre afghan)
Abdul Rahman (né en 1953, mort le 14 février 2002 à Kaboul) était le ministre afghan du Transport aérien et du Tourisme dans le gouvernement intérimaire d'Afghanistan.
Membre de l'Alliance du Nord, sa renommée internationale provient exclusivement des « conditions obscures » de sa mort. 